# グダウタ地区
グダウタ地区（—ちく、アブハズ語: Гәдоуҭа араион、グルジア語: გუდაუთის რაიონი、ロシア語: Гудаутский район）はジョージアから事実上独立状態にあるアブハジア共和国の行政区画の一つであり、中心都市はグダウタである。

## 民族構成
民族構成はアブハジア人(81.9%)、アルメニア人(10.0%)、ロシア人(5.0%)、グルジア人(1.3%)、ウクライナ人(0.4%)、ギリシャ人(0.3%)、ミングレル人(0.1%)である。(2011年国勢調査)

## 主要な町
- グダウタ
- ノヴィ・アフォン
- リフヌィ